# Liste der französischen Meister im Schach
Die Liste der französischen Meister im Schach listet die Titelträger der offiziellen Meisterschaften Frankreichs auf. Die Titel werden separat in mehreren Kategorien ausgespielt.

## Inoffizielle Meisterschaften
Vor Einführung der offiziellen Meisterschaften wurden fünf Vorgängerturniere ausgespielt, und zwar 1880, 1881 und 1883 das tournoi national (nationales Turnier) sowie 1903 und 1914 das Championnat des amateurs (Amateurmeisterschaft).
| Jahr | Ort      | Landesmeister    |
| ---- | -------- | ---------------- |
| 1880 | Paris    | Samuel Rosenthal |
| 1881 | Paris    | Edward Chamier   |
| 1882 | Paris    | Albert Clerc     |
| 1903 | Arcachon | Adolphe Silbert  |
| 1914 | Lyon     | Alphonse Goetz   |

## Offene Meisterschaft
Die offene Meisterschaft wurde zuerst 1923 ausgespielt.
| Jahr | Ort                  | Landesmeister                                                           |
| ---- | -------------------- | ----------------------------------------------------------------------- |
| 1923 | Paris                | Georges Renaud                                                          |
| 1924 | Straßburg            | Robert Crépeaux                                                         |
| 1925 | Nizza                | Robert Crépeaux                                                         |
| 1926 | Biarritz             | André Chéron                                                            |
| 1927 | Chamonix             | André Chéron                                                            |
| 1928 | Marseille            | Aimé Gibaud                                                             |
| 1929 | Saint-Claude         | André Chéron                                                            |
| 1930 | Rouen                | Aimé Gibaud                                                             |
| 1931 | Lille                | André Muffang                                                           |
| 1932 | La Baule             | Maurice Raizman                                                         |
| 1933 | Sarreguemines        | Aristide Gromer                                                         |
| 1934 | Paris                | Victor Kahn                                                             |
| 1935 | Saint-Alban-les-Eaux | Aimé Gibaud                                                             |
| 1936 | Paris                | Maurice Raizman                                                         |
| 1937 | Toulouse             | Aristide Gromer                                                         |
| 1938 | Nizza                | Aristide Gromer                                                         |
| 1940 | Nizza                | Aimé Gibaud                                                             |
| 1941 | Paris                | Robert Crépeaux                                                         |
| 1942 | Paris                | Roger Daniel                                                            |
| 1943 | Pau                  | Louis Bigot                                                             |
| 1945 | Roubaix              | César Boutteville                                                       |
| 1946 | Bordeaux             | Maurice Raizman                                                         |
| 1947 | Rouen                | Maurice Raizman                                                         |
| 1948 | Paris                | Nicolas Rossolimo                                                       |
| 1949 | Besançon             | Claude Hugot                                                            |
| 1950 | Aix-en-Provence      | César Boutteville                                                       |
| 1951 | Vichy                | Maurice Raizman                                                         |
| 1952 | Charleville          | Maurice Raizman                                                         |
| 1953 | Paris                | Savielly Tartakower                                                     |
| 1954 | Marseille            | César Boutteville                                                       |
| 1955 | Toulouse             | César Boutteville                                                       |
| 1956 | Vittel               | Pierre Rolland                                                          |
| 1957 | Bordeaux             | Volf Bergraser                                                          |
| 1958 | Le Touquet           | Claude Lemoine                                                          |
| 1959 | Reims                | César Boutteville                                                       |
| 1961 | Paris                | Guy Mazzoni                                                             |
| 1962 | Paris                | André Thiellement                                                       |
| 1963 | Paris                | André Thiellement                                                       |
| 1964 | Montpellier          | Michel Roos                                                             |
| 1965 | Dunkerque            | Guy Mazzoni                                                             |
| 1966 | Grenoble             | Volf Bergraser                                                          |
| 1967 | Dieppe               | César Boutteville                                                       |
| 1968 | Lyon                 | Jean-Claude Letzelter                                                   |
| 1969 | Pau                  | Jacques Planté                                                          |
| 1970 | Mulhouse             | Jacques Maclès                                                          |
| 1971 | Mérignac             | Jean-Claude Letzelter                                                   |
| 1972 | Rosny-sous-Bois      | Aldo Haïk                                                               |
| 1973 | Vittel               | Michel Benoit                                                           |
| 1974 | Chambéry             | Jean-Claude Letzelter                                                   |
| 1975 | Dijon                | Miodrag Todorčević                                                      |
| 1976 | Saint-Jean-de-Mons   | François Chevaldonnet                                                   |
| 1977 | Le Touquet           | Louis Roos                                                              |
| 1978 | Castelnaudary        | Nicolas Giffard                                                         |
| 1979 | Courchevel           | Bachar Kouatly                                                          |
| 1980 | Puteaux              | Jean-Luc Seret                                                          |
| 1981 | Vitrolles            | Jean-Luc Seret                                                          |
| 1982 | Schiltigheim         | Nicolas Giffard                                                         |
| 1983 | Belfort              | Aldo Haïk                                                               |
| 1984 | Alès                 | Jean-Luc Seret                                                          |
| 1985 | Clermont-Ferrand     | Jean-Luc Seret                                                          |
| 1986 | Épinal               | Gilles Mirallès                                                         |
| 1987 | Rouen                | Christophe Bernard                                                      |
| 1988 | Val Thorens          | Gilles Andruet                                                          |
| 1989 | Épinal               | Gilles Mirallès                                                         |
| 1990 | Angers               | Marc Santo-Roman                                                        |
| 1991 | Montpellier          | Marc Santo-Roman                                                        |
| 1992 | Strasbourg           | Manuel Apicella                                                         |
| 1993 | Nantes               | Emmanuel Bricard                                                        |
| 1994 | Chambéry             | Marc Santo-Roman                                                        |
| 1995 | Toulouse             | Éric Prié                                                               |
| 1996 | Auxerre              | Christian Bauer                                                         |
| 1997 | Narbonne             | Anatoli Waisser                                                         |
| 1998 | Méribel              | Josif Dorfman                                                           |
| 1999 | Besançon             | Étienne Bacrot                                                          |
| 2000 | Vichy                | Étienne Bacrot                                                          |
| 2001 | Marseille            | Étienne Bacrot                                                          |
| 2002 | Val-d’Isère          | Étienne Bacrot                                                          |
| 2003 | Aix-les-Bains        | Étienne Bacrot                                                          |
| 2004 | Val-d’Isère          | Joël Lautier                                                            |
| 2005 | Chartres             | Joël Lautier                                                            |
| 2006 | Besançon             | Vladislav Tkachiev                                                      |
| 2007 | Aix-les-Bains        | Maxime Vachier-Lagrave                                                  |
| 2008 | Pau                  | Étienne Bacrot                                                          |
| 2009 | Nîmes                | Vladislav Tkachiev                                                      |
| 2010 | Belfort              | Laurent Fressinet                                                       |
| 2011 | Caen                 | Maxime Vachier-Lagrave                                                  |
| 2012 | Pau                  | Étienne Bacrot, Christian Bauer, Romain Édouard, Maxime Vachier-Lagrave |
| 2013 | Nancy                | Hicham Hamdouchi                                                        |
| 2014 | Nîmes                | Laurent Fressinet                                                       |
| 2015 | Saint-Quentin        | Christian Bauer                                                         |
| 2016 | Agen                 | Matthieu Cornette                                                       |
| 2017 | Agen                 | Étienne Bacrot                                                          |
| 2018 | Nîmes                | Tigran Gharamian                                                        |
| 2019 | Chartres             | Maxime Lagarde                                                          |
| 2022 | Albi                 | Jules Moussard                                                          |
| 2023 | L'Alpe d'Huez        | Yannick Gozzoli                                                         |
| 2024 | L'Alpe d'Huez        | Jules Moussard                                                          |

## Damen
Die Damenmeisterschaft wird seit 1924 ausgespielt. Zunächst durften zumindest bei den Damen nur französische Staatsbürger den Titel erhalten. Mehrfach haben die gebürtige Lettin Paulette Schwartzmann vor dem Erhalt ihrer französischen Staatsbürgerschaft am 21. Dezember 1932 und die Italienerin Alice Tonini gewonnen, wodurch Titelträgerin und Turniersiegerin nicht identisch waren, in diesen Fällen werden beide aufgelistet.
| Jahr      | Ort                | Landesmeisterin                                               |
| --------- | ------------------ | ------------------------------------------------------------- |
| 1924      | Paris              | Marie Jeanne Frigard                                          |
| 1925      | Paris              | Marie Jeanne Frigard (Turniersiegerin: Paulette Schwartzmann) |
| 1926      | Paris              | Marie Jeanne Frigard                                          |
| 1927      | Paris              | Marie Jeanne Frigard (Turniersiegerin: Paulette Schwartzmann) |
| 1928      | Paris              | Jeanne d’Autremont (Turniersiegerin: Paulette Schwartzmann)   |
| 1929      | Paris              | Jeanne d’Autremont (Turniersiegerin: Paulette Schwartzmann)   |
| 1930      | nicht ausgetragen  |                                                               |
| 1931      | Paris              | Louise Pape (Turniersiegerin: Paulette Schwartzmann)          |
| 1932      | Paris              | Jeanne d’Autremont (Turniersiegerin: Alice Tonini)            |
| 1933      | Paris              | Paulette Schwartzmann (Turniersiegerin: Alice Tonini)         |
| 1934      | Paris              | Maud Flandin (Turniersiegerin: Alice Tonini)                  |
| 1935      | Paris              | Paulette Schwartzmann                                         |
| 1936      | Paris              | Chantal Chaudé de Silans                                      |
| 1937      | Toulouse           | Angles d'Auriac                                               |
| 1938      | Nizza              | Paulette Schwartzmann                                         |
| 1939–1940 | nicht ausgetragen  |                                                               |
| 1941      | Paris              | Germaine Long                                                 |
| 1942      | Paris              | Duval                                                         |
| 1943      | Pau                | Suzanne Dehelly                                               |
| 1944–1954 | nicht ausgetragen  |                                                               |
| 1955      | Toulouse           | Vazeille                                                      |
| 1956      | Vittel             | Isabelle Choko                                                |
| 1957      | Bordeaux           | Vazeille                                                      |
| 1958–1974 | nicht ausgetragen  |                                                               |
| 1975      | Paris              | Milinka Merlini                                               |
| 1976      | Saint-Jean-de-Mons | Milinka Merlini                                               |
| 1977      | Le Touquet         | Milinka Merlini                                               |
| 1978      | Castelnaudary      | Milinka Merlini                                               |
| 1979      | Courchevel         | Monique Ruck-Petit                                            |
| 1980      | Paris              | Milinka Merlini                                               |
| 1981      | Orange             | Josiane Legendre                                              |
| 1982      | Orange             | Martine Dubois                                                |
| 1983      | Montpellier        | Julia Lebel-Arias                                             |
| 1984      | Loches             | Isabelle Kientzler                                            |
| 1985      | Lille              | Christine Leroy                                               |
| 1986      | Orange             | Julia Lebel-Arias                                             |
| 1987      | Baud               | Sabine Fruteau                                                |
| 1988      | nicht ausgetragen  |                                                               |
| 1989      | Orange             | Sabine Fruteau                                                |
| 1990      | Challes-les-Eaux   | Julia Lebel-Arias                                             |
| 1991      | Montpellier        | Christine Flear                                               |
| 1992      | Le Havre           | Claire Gervais                                                |
| 1993      | Nantes             | Claire Gervais                                                |
| 1994      | Chambéry           | Christine Flear                                               |
| 1995      | Toulouse           | Raphaëlle Bujisho                                             |
| 1996      | Auxerre            | Claire Gervais                                                |
| 1997      | Bastia             | Malina Nicoara                                                |
| 1998      | Meribel            | Christine Flear                                               |
| 1999      | Besançon           | Christine Flear                                               |
| 2000      | Vichy              | Marie Sebag                                                   |
| 2001      | Marseille          | Maria Nepeina Leconte                                         |
| 2002      | Val d’Isère        | Marie Sebag                                                   |
| 2003      | Aix-les-Bains      | Sophie Milliet                                                |
| 2004      | Val d’Isère        | Almira Scripcenco                                             |
| 2005      | Chartres           | Almira Scripcenco                                             |
| 2006      | Besançon           | Almira Scripcenco                                             |
| 2007      | Aix-les-Bains      | Silvia Collas                                                 |
| 2008      | Pau                | Sophie Milliet                                                |
| 2009      | Nîmes              | Sophie Milliet                                                |
| 2010      | Belfort            | Almira Scripcenco                                             |
| 2011      | Caen               | Sophie Milliet                                                |
| 2012      | Pau                | Almira Scripcenco                                             |
| 2013      | Nancy              | Nino Maisuradze                                               |
| 2014      | Nîmes              | Nino Maisuradze                                               |
| 2015      | Saint-Quentin      | Almira Scripcenco                                             |
| 2016      | Agen               | Sophie Milliet                                                |
| 2017      | Agen               | Sophie Milliet                                                |
| 2018      | Nîmes              | Pauline Guichard                                              |
| 2019      | Chartres           | Pauline Guichard                                              |
| 2022      | Albi               | Almira Scripcenco                                             |
| 2023      | L'Alpe d'Huez      | Mitra Hejazipour                                              |
| 2024      | L'Alpe d'Huez      | Deimantė Cornette                                             |

## Französische Meisterschaft im Fernschach
Der Fédération Française des Échecs (Französischer Schachverband) gründete 1921 die Fernschachabteilung.
1929 organisierte er die erste französische Meisterschaft im Fernschach, deren sieger Amédée Gibaud (1931) war.
Nach einer Umstrukturierung im Jahr 1937 wurde die L'Association des joueurs d'échecs par correspondance (AJEC) [Vereinigung der Fernschachspieler] geboren.
Wir erinnern uns an die Namen aller Champions: 
1. Amédée Gibaud (1929–1931)
2. Amédée Gibsud (1931–1932)
3. Amédée Gibaud (1932–1933)
4. Pierre Bos (1934–1935)
5. Paul Evrard (1936–1937)
6. Louis Joinaux (1937–1938)
7. Adolphe Viaud (1938–1939)
8. Roger Daniel (1941–1942)
9. Louis Bigot (1942–1943)
10. Georges Renaud (1944–1945)
11. Louis Bigot (1945–1946)
12. Henri Pinson (1946–1947)
13. Henri Pinson (1947–1948)
14. Henri Pinson (1948–1949)
15. Henri Evrard (1949–1950)
16. René Pillon (1950–1951)
17. Volf Bergraser (1951–1952)
18. Volf Bergraser (1952–1953)
19. Volf Bergraser (1953.1954)
20. André Sansas (1954–1955)
21. Lucien Guillard (1955–1956)
22. Michel Roos (1956–1957)
23. Henri Sapin (1957–1958)
24. Gabriel Javelle (1958–1959)
25. Jacques Jaudran (1959–1960)
26. Gabriel Javelle (1960–1961)
27. Jean Leplay (1961–1962)
28. C Cormier (1962–1963)
29. Jean Leplay (1963–1964)
30. Roger Le Guichaoua (1964–1965)
31. Raymond Rusinek (1965–1966)
32. Théo Barchschmidt (1966–1967)
33. Robert Dubois (1967–1968)
34. Marcel Roque (1968–1969)
35. Roger Gastine (1969–1970)
36. Jean Gonzalez-Gil (1970–1971)
37. Henri Pinson (1971–1972)
38. Jacques Lemaire (1972–1973)
39. Alain Dulhauste (1973–1974)
40. Gerard Talvard (1974–1975)
41. Alain Biaux (1975–1976)
42. Marcel Roque (1976–1977)
43. Richard Goldenberg (1977–1978)
44. Jean-Marc Masurel (1978–1979)
45. Patrice Belluire (1979–1980)
46. Edmond Stawiarsky (1980–1981)
47. Francis Farcy (1981–1982)
48. Christian Delmas (1982–1983)
49. Claude Jean (1983–1984)
50. Jacques Derondier (1984–1985)
51. Jean-Louis Carniol (1986–1987)
52. Eric Boulard (1987–1988)
53. Laurent Pecot (1988–1989)
54. Emmanuel Daillet (1989–1990)
55. Roger Druon (1990–1991)
56. Claude Jean (1991–1992)
57. Daniel Baron (1992–1993)
58. Brice Boissel (1993–1994)
59. Patrick Spitz (1994–1995)
60. Christophe Léotard (1995–1996)
61. Christophe Léotard (1996–1997)
62. Christophe Léotard (1997–1998)
63. Eric Ruch (1998–1999)
64. Jean-Charles Horchman (1999–2000)
65. Bruno Dieu (2000–2001)
66. Eric Gorge (2001–2002)
67. Eric Gorge (2002)
68. Robert Serradimigni (2003)
69. Philippe Chopin (2004)
70. Jean-Marie Barré (2005)
71. Patrick Thirion (2006)
72. Xavier Pichelin (2007)
73. Christophe Jaulneau (2008)
74. Philippe Tombette (2009)
75. Claude Oger (2010)
76. David Roubaud (2011)
77. Pascal Roques (2012)
78. Xavier Merrheim (2013)
79. David Roubaud (2014)
80. Laurent Nouveau (2015)
81. Giles Hervet (2016)
82. Alexandre Duchardt (2017)
83. Brice Fonteneau (2018)
84. Alexandre Duchardt (2019)
85. Bernard Garau (2020)
86. Marc Schaub (2021)
87. Stephane Renard (2022)